# Barry Le Va
 (janvier 2021).
Si vous disposez d'ouvrages ou d'articles de référence ou si vous connaissez des sites web de qualité traitant du thème abordé ici, merci de compléter l'article en donnant les références utiles à sa vérifiabilité et en les liant à la section « Notes et références ».
Barry Le Va, né le 28 décembre 1941 à Long Beach, en Californie (États-Unis) et mort le 24 janvier 2021, est un sculpteur et artiste d'installation américain.

## Biographie
Barry Le Va a étudié les mathématiques et l'architecture de 1960 à 1963 à l'université d'État de Californie à Long Beach et en 1963 au Los Angeles College of Art & Design. De 1964 à 1967, il a étudié l'art à l'Otis College of Art and Design du comté de Los Angeles.
Il a eu ses premières expositions personnelles en 1969 à la University Gallery of Fine Art de l'université d'État de l'Ohio à Colombus, au Minneapolis Institute of Art de Minneapolis, Minnesota et au Walker Art Center de Minneapolis. En Europe, Le Va était représenté et fait connaître par Rolf Ricke (jusqu'à son affectation à la galerie en 2004).
De 1968 à 1970, il a enseigné au Minneapolis College of Art & Design. De 1973 à 1974, il a enseigné la sculpture à l'université de Princeton dans le New Jersey et en 1976 à l'université Yale.
En 1972, il participe avec certaines de ses œuvres à la documenta 5 à Cassel dans le département Mythologies individuelles : vidéo et processus et est également représenté en tant qu'artiste à la documenta 6 (1977) et à la documenta 7 en 1982.
Barry Le Va a dessiné et réalisé des lithographies et des collages des années 1960. Il était connu pour ses sculptures magiques, ses objets cultes et ses installations à grande échelle fabriqués à partir d'une grande variété de matériaux. À partir de 1987, Le Va se rend à Munich plusieurs semaines chaque année. A Munich, il crée des ensembles entiers d'œuvres, par exemple le « African Sketchbook » de 1992, inspiré des masques africains.
Il meurt le 24 janvier 2021 à l'âge de 79 ans.

## Dans les collections muséales
L'œuvre de Le Va se retrouve notamment dans les collections muséales suivantes : 
- Galerie d'art Albright-Knox, Buffalo, New York
- Art Institute of Chicago
- Musée d'art de Dallas
- Musée d'art du comté de Los Angeles
- Minneapolis Institute of Art
- Musée d'Art contemporain, Los Angeles
- Museum of Modern Art (MoMA), New York
- National Gallery of Art, Washington, DC
- Parrish Art Museum, Southampton, New York
- Museu de Arte Contemporânea de Serralves, Porto, Portugal
- Centre d'art Walker, Minneapolis
- Wexner Center for the Arts, Université d'État de l'Ohio, Columbus
- Whitney Museum of American Art, New York